# Alpenvereinsführer
Die Alpenvereinsführer (AV-Führer bzw. AVF), die alle wichtigen Gebirgsgruppen der Ostalpen abdecken, waren das Standardwerk in der ostalpinen Führerliteratur. Sie wurden in Zusammenarbeit mit dem Deutschen Alpenverein (DAV), dem Österreichischen Alpenverein (ÖAV) und dem Alpenverein Südtirol (AVS) herausgegeben und seit 1951 vom Bergverlag Rother verlegt.
Zum 11. Dezember 2021, dem Internationalen Tag der Berge, wurden 120 Ausgaben der Alpenvereinsführer mit insgesamt 45.000 Seiten gemeinsam vom Deutschen Alpenverein und dem Bergverlag Rother digitalisiert. Diese können kostenlos von der Website des Deutschen Alpenvereins heruntergeladen werden.
Auf der Seite des Rother-Bergverlags wird keiner der Alpenvereins- und Gebietsführer als lieferbar oder vorbestellbar angegeben, die Reihe wird nicht weitergeführt.
Im AV-Führer wurde bei den neueren Führern zwischen einer alpin- und einer extrem-Variante unterschieden. Die alpin-Führer enthalten die Wanderwege, Hüttenzugänge, Gipfelanstiege sowie Eis- und Hochtouren einer Gebirgsgruppe bis zum Schwierigkeitsgrad II, die extrem-Führer verzeichnen alles, was schwieriger ist, insbesondere die Kletterrouten. Die Beschreibungen sind sachlich bis trocken, sparsam illustriert und setzen trotz einführender Abschnitte allgemeine alpine Kenntnisse und Erfahrungen voraus. Die AV-Führer werden oft als Grundlage für andere Veröffentlichungen herangezogen und dienen als Ergänzung der Alpenvereinskarten oder anderer Kartenwerke.

## Vergriffene Alpenvereinsführer
Eine Reihe der vergriffenen Alpenvereinsführer kann kostenfrei als PDF-Datei heruntergeladen werden, siehe.
- Dolomiten: Sella und Langkofel extrem 2001, 2. Auflage (Richard Goedeke)
- Dolomiten: Sextener Dolomiten extrem 2003, 1. Auflage (Richard Goedeke)
- Gran Paradiso 2013, 7. Auflage (Gerd Klotz)
- Niedere Tauern 2005, 7. Auflage (Peter Holl)
- Rätikon 2014, 10. Auflage (Rudolf Mayerhofer)
- Stubaier Alpen München 2013, 14. Aufl.  (Walter Klier)
- Walliser Alpen 2012, 14. Auflage (Michael Waeber und Marianne Bauer)
- Watzmann-Ostwand, (Franz Rasp)

- Allgäuer und Ammergauer Alpen alpin, München 2013, 18. Aufl. (Dieter Seibert)
- Ankogel- und Goldberggruppe (Liselotte Buchenauer und Peter Holl, 1986)
- Bayerische Voralpen Ost (Marianne und Emmeram Zebhauser)
- Benediktenwand-Gruppe, Estergebirge und Walchenseeberge (W. und G. Zimmermann, 1977)
- Berchtesgadener Alpen alpin, München 2015, 21. Aufl. (Bernhard Kühnhauser)
- Bregenzerwald- und Lechquellengebirge alpin, 2008 (Dieter Seibert)
- Brentagruppe (Heinz Steinkötter, 1988)
- Chiemgauer Alpen (Marianne und Helmuth Zebhauser, 1988)
- Dachstein Ost (Willi End, 1980)
- Dachstein West (Willi End, 1980)
- Dolomiten: Civettagruppe (Andreas Kubin)
- Dolomiten: Cristallogruppe (Jürgen und Angelika Schmidt, 1981)
- Dolomiten: Geisler- und Steviagruppe (Ernst Eugen Stiebritz)
- Dolomiten: Marmolada (Heinz Mariacher, 1983)
- Dolomiten: Pelmo (Richard Goedeke)
- Dolomiten: Puez- und Peitlerkofelgruppe (Ernst Eugen Stiebritz)
- Dolomiten: Rosengartengruppe (Heinz Mariacher, 1988)
- Dolomiten: Schiaragruppe (Richard Goedeke, 1981)
- Eisenerzer Alpen (Fritz Peterka)
- Gesäuseberge / Ennstaler Alpen (Willi End)
- Glockner- und Granatspitzgruppe (Willi End)
- Hochkönig (Albert Precht)
- Hochschwab (Günter und Luise Auferbauer, 1990)
- Kaisergebirge alpin, München 2006, 12. Aufl. (Horst Höfler und Jan Piepenstock)
- Karwendel alpin, München 2011, 16. Aufl. (Walter Klier)
- Kitzbüheler Alpen (Georg Bleier und Kurt Kettner, 1984)
- Lechtaler Alpen alpin, München 2008, 2. Aufl. (Dieter Seibert)
- Lienzer Dolomiten (Hubert Peterka und Willi End, 1984)
- Loferer und Leoganger Steinberge (Nikolaus Stockklauser und Adi Stocker, 1991)
- Mieminger Kette (Rudolf Wutscher)
- Ortleralpen (Peter Holl)
- Ötztaler Alpen (Walter Klier)
- Rieserfernergruppe (Werner Beikircher, 1983)
- Rofangebirge (Rudolf Röder, Ernst Schmid und Rudger v. Werden, 1983)
- Samnaungruppe (Paul Werner und Ludwig Thoma)
- Schobergruppe (Walter Mair, 1979)
- Silvretta alpin (Günther Flaig)
- Tannheimer Berge (Marcus Lutz, 1992)
- Tennengebirge (Albert Precht)
- Totes Gebirge (Gisbert Rabeder)
- Venedigergruppe (Willi End und Hubert Peterka)
- Verwallgruppe (Peter Pindur, Roland Luzian und Andreas Weiskopf)
- Wetterstein, München 1996, 4. Aufl. (Stefan Beulke)
- Zillertaler Alpen (Walter Klier)

## SAC Clubführer
Die Alpinführer (bzw. Clubführer) des Schweizer Alpen-Club (SAC) sind das Pendant der AV-Führer für das Gebiet der Schweizer Westalpen. Die SAC-Führer beschreiben ebenfalls alle Gipfel, Wege und Anstiegsrouten eines Gebietes. Ähnlich zu den Alpenvereinsführern sind auch hiervon regelmäßig mehrere Bände vergriffen.